# ダビド・カステド
ダビド・カステド・エスクデロ（David Castedo Escudero、1974年1月26日 - ）は、スペイン・バレアレス諸島州パルマ・デ・マヨルカ出身の元サッカー選手。ポジションはDF。

## クラブ経歴
RCDマジョルカのカンテラ出身。1993-94シーズンに当時セグンダ・ディビシオンに所属していたマジョルカのトップチームでプロデビューを果たすと、プロ3シーズン目にしてレギュラーとしてプレーするようになった。1996-97シーズンには、リーグ戦33試合に出場してクラブのラ・リーガ昇格に貢献するが、翌シーズンはセグンダのエルクレスCFにレンタル移籍をした。1998-99シーズンは、ラ・リーガのCFエストレマドゥーラにレンタル移籍をし、リーグ戦32試合に出場した。2クラブのレンタル移籍を経て1999-00シーズンにマジョルカへと復帰するが、出番は限られた。
2000年、セグンダに所属していたセビージャFCに加入した。加入1シーズン目からリーグ戦40試合でプレーし、クラブのラ・リーガ昇格に貢献すると、その後は2005-06シーズンまで左サイドバックの位置でレギュラーとして活躍し続け、在籍7シーズンで公式戦269試合に出場した。また、2006-07シーズンにはUEFAカップ、UEFAスーパーカップ、コパ・デル・レイの3つのタイトルを獲得した。2007年、レバンテUDに移籍し、1シーズン在籍して現役から引退した。引退前にはエルチェCFからのオファーがあったが、カステドはこれを断った。

## タイトル

### クラブ
- コパ・デル・レイ : 1回 (2006-07)
- UEFAカップ : 2回 (2005-06, 2006-07)
- UEFAスーパーカップ : 1回 (2006)
- セグンダ・ディビシオン : 1回 (2000-01)